# Клех (Австрія)
Клех (нім. Klöch, словен. Klek) — ярмаркова комуна  (нім. Marktgemeinde)  в Австрії, у федеральній землі Штирія.
Входить до складу округу Зюдостштайєрмарк. Населення становить 1,223 особи (станом на 31 грудня 2013 року). Займає площу 16 км².

## Розташування
| Тішен       | Санкт-Анна-ам-Айген | Рогашовці (Словенія) |
|             | Розташування        | Цанкова (Словенія)   |
| Гальбенрайн |                     | Бад-Радкерсбург      |